# 아널드 파머

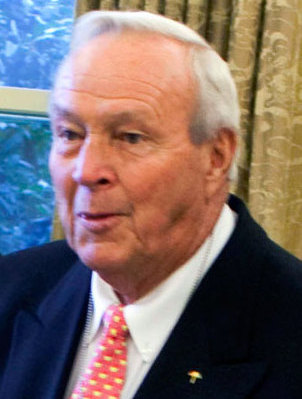
아널드 파머

아널드 대니얼 파머(Arnold Daniel Palmer, 1929년 9월 10일 ~ 2016년 9월 25일)는 미국의 프로 골프 선수이다. PGA 투어에서 수많은 우승을 차지해, 킹(The King)이라는 별명으로 불리기도 했다.